# Brandon Randolph
Brandon Randolph (Yonkers, Nueva York, 2 de septiembre de 1997) es un baloncestista estadounidense que pertenece a la plantilla del SC Rasta Vechta de la Basketball Bundesliga. Con 1,98 metros de estatura, juega en la posición de escolta.

## Trayectoria deportiva

### Universidad
Jugó dos temporadas con los Wildcats de la Universidad de Arizona, en las que promedió 8,2 puntos y 2,1 rebotes por partido. Al término de su temporada sophomore se declaró elegible para el Draft de la NBA, renunciando así a los dos años de carrera universitaria que le quedaban.

### Profesional
Tras no ser elegido en el draft de la NBA de 2019, disputó las Ligas de Verano de la NBA con los Minnesota Timberwolves, promediando 2,5 puntos y 1,0 asistencias en los dos partidos en los que intervino.
En octubre fue elegido en la sexta posición de la segunda ronda del Draft de la NBA G League de 2019 por los Sioux Falls Skyforce, quienes lo despidieron antes del comienzo de la temporada. En diciembre firmó con los Wisconsin Herd, con los que, hasta el parón por la pandemia de coronavirus, promedió 6,4 puntos y 2,7 rebotes por encuentro.
El 14 de agosto de 2024 fichó por el SC Rasta Vechta de la Basketball Bundesliga alemana.